# Saison 2012 des Mariners de Seattle
La saison 2012 des Mariners de Seattle est la 36e saison en Ligue majeure de baseball pour cette franchise.
Les Mariners remportent huit victoires de plus que la saison précédente mais terminent au dernier rang sur quatre clubs dans la division Ouest de la Ligue américaine avec 75 gains et 87 défaites. C'est une cinquième saison perdante de suite, et la quatrième fois en cinq ans que Seattle prend la dernière place. L'année 2012 est marquée par le départ de la vedette Ichiro Suzuki, échangé aux Yankees de New York, et par deux exploits remarquables : le match parfait de Félix Hernandez le 15 août et le match sans coup sûr combiné de six lanceurs le 6 juin.

## Contexte
Après une éprouvante saison 2010 de 101 défaites, les Mariners de Seattle font légèrement mieux en saison 2011 avec 67 victoires contre 95 défaites, mais ils terminent au dernier rang de la division Ouest de la Ligue américaine pour une deuxième année de suite. La qualité de l'offensive est particulièrement préoccupante : les Mariners terminent derniers sur les 30 clubs des majeures pour le nombre de points marqués et le nombre de coups sûrs. Sans surprise, les frappeurs de l'équipe affichent la plus basse moyenne au bâton collective (,233) du baseball. Au monticule, le lanceur étoile Felix Hernandez connaît cependant une autre solide saison et la recrue Michael Pineda impressionne. Le jeune lanceur Doug Fister, de son côté, passe aux Tigers de Détroit dans une transaction à la fin juillet.

## Intersaison

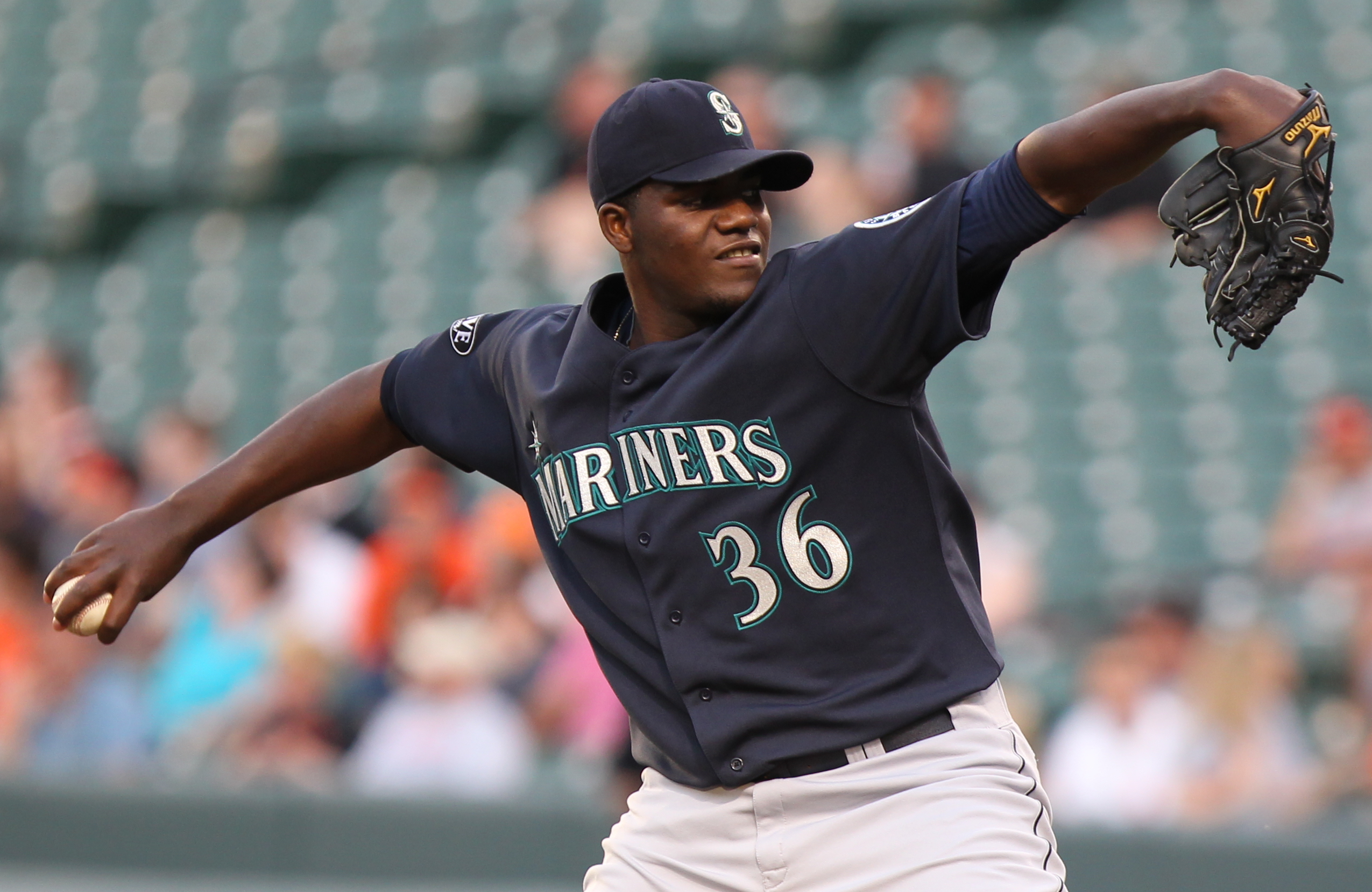
Michael Pineda est échangé aux Yankees de New York.

### Arrivées
Une importante transaction impliquant deux jeunes étoiles montantes prend place le 23 janvier lorsque les Mariners transfèrent aux Yankees de New York le lanceur partant droitier Michael Pineda, qui vient de connaître en 2011 une excellente saison recrue, en retour du receveur Jesús Montero et du lanceur droitier Héctor Noesi.
Le 27 novembre 2011, le receveur John Jaso est obtenu des Rays de Tampa Bay en retour du lanceur de relève droitier Josh Lueke.
Les Mariners mettent sous contrat plusieurs lanceurs : le gaucher George Sherrill, qui a joué à Seattle de 2004 à 2007, le droitier Aaron Heilman, le droitier Óliver Pérez, le vétéran droitier Kevin Millwood.
Deux joueurs en provenance du Japon se joignent aux Mariners : le joueur d'arrêt-court Munenori Kawasaki, qui compte 12 années d'expérience en NPB, passe aux Ligues majeures et signe avec Seattle et le lanceur droitier Hisashi Iwakuma, vétéran de 11 saisons au Japon, rejoint aussi le club américain.
L'arrêt-court Luis Rodríguez revient chez les Mariners avec un contrat des ligues mineures.

### Départs

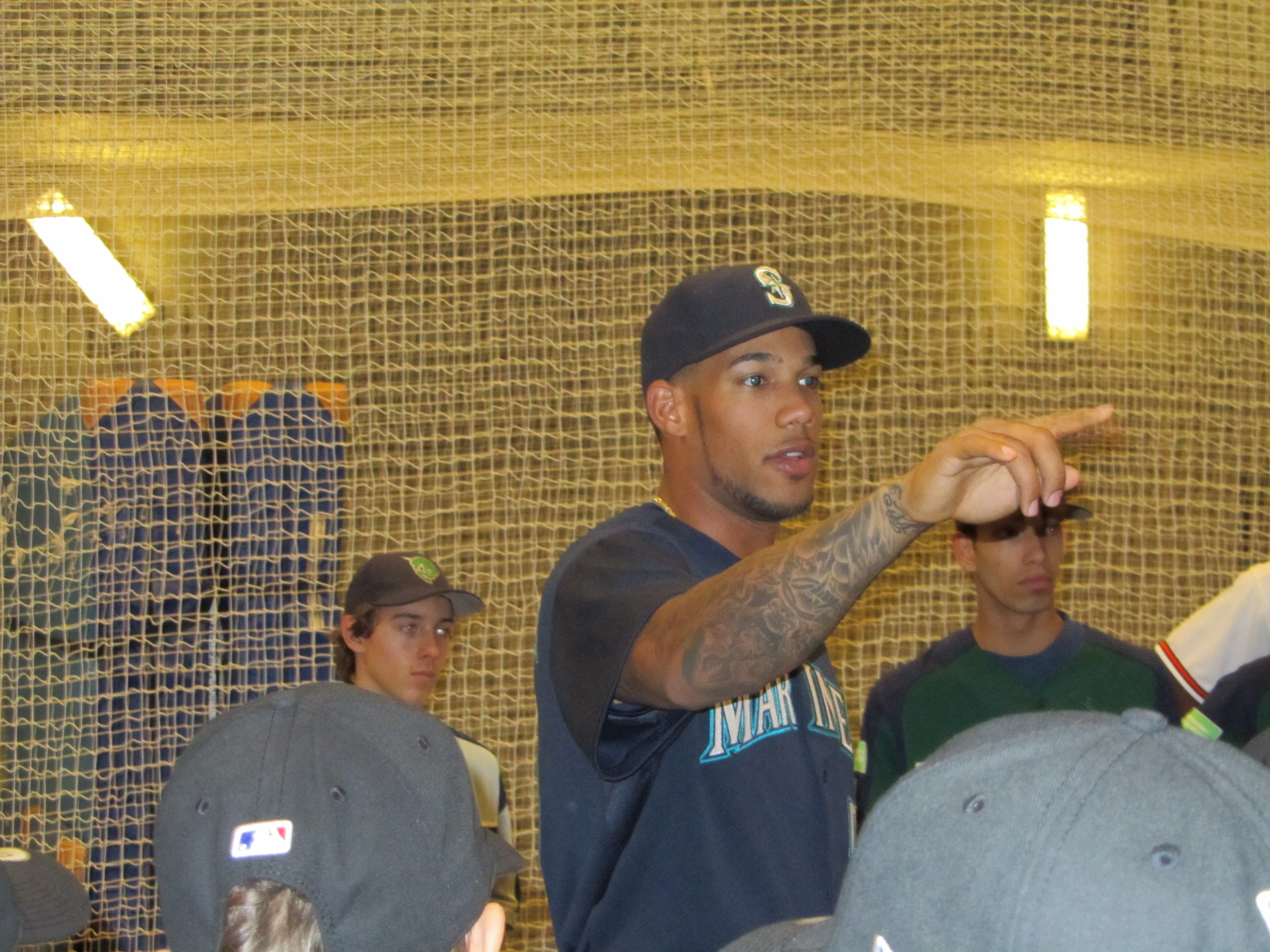
Greg Halman.

Une tragédie touche la franchise des Mariners peu après la conclusion de la saison 2011 : le jeune joueur néerlandais Greg Halman est retrouvé mort aux Pays-Bas après avoir été poignardé à Rotterdam le 21 novembre 2011.
Le joueur de deuxième but Adam Kennedy quitte Seattle après une seule saison et accepte une offre des Dodgers de Los Angeles. Le troisième but Matt Tuiasosopo, qui passé 2011 dans les ligues mineures, quitte aussi l'organisation des Mariners.

## Calendrier pré-saison
L'entraînement de printemps des Mariners s'ouvre en février et le calendrier de matchs préparatoires précédant la saison s'étend du 3 mars au 4 avril 2012 et comprend une interruption de quelques jours, le temps de deux matchs de saison régulière exceptionnellement présentés au Japon.

## Saison régulière
La saison régulière des Mariners se déroule du 28 mars au 3 octobre 2012 et prévoit 162 parties. Les Mariners lancent la saison de baseball 2012 le 28 mars avec une série de deux matchs en deux jours au Tokyo Dome de Tokyo, au Japon, contre les Athletics d'Oakland. Les Athletics accueillent par les suite les Mariners à Oakland les 6 et 7 avril avant de leur rendre visite le 13 avril pour le match d'ouverture local à Seattle.

### Mars
- 28 mars : les Mariners et les Athletics d'Oakland ouvrent la saison régulière 2012 par deux matchs en deux jours au Tokyo Dome de Tokyo. Les Mariners, considérés comme les « visiteurs » pour ces affrontements, remportent le premier match 3 à 1 grâce, entre autres, à une performance de 4 coups sûrs du Japonais Ichiro Suzuki[21]. Oakland remporte la seconde partie le 29 mars grâce au premier coup de circuit dans les majeures de Yoenis Céspedes[22].

### Avril
- 21 avril : À Seattle, les Mariners sont blanchis 4-0 dans un match où le lanceur droitier Philip Humber des White Sox de Chicago réussit la 21e partie parfaite de l'histoire des Ligues majeures[23].

### Juin
- 8 juin : Six lanceurs des Mariners (Kevin Milwood, Charlie Furbush, Stephen Pryor, Lucas Luetge, Brandon League et Tom Wilhelmsen) réussissent un match sans point ni coup sûr combiné dans une victoire de 1-0 sur les Dodgers de Los Angeles[24].

### Juillet
- 23 juillet : Les Mariners échangent le voltigeur étoile Ichiro Suzuki aux Yankees de New York en retour des lanceurs droitiers Danny Farquhar et D. J. Mitchell[25].

### Août
- 2 août : Jason Vargas est élu meilleur lanceur du mois dans la Ligue américaine[26].
- 15 août : Felix Hernandez lance le 23e match parfait de l'histoire du baseball majeur dans une victoire de 1-0 des Mariners sur les Rays de Tampa Bay à Seattle. Le droitier enregistre 12 retraits sur des prises pendant cette performance[27]. C'est la première fois de l'histoire que 3 parties parfaites sont réussies dans une même saison. C'est aussi le deuxième match sans coup sûr de la saison pour les Mariners, après le match sans coup sûr combiné réussi par 6 lanceurs le 6 juin.

### Septembre
- 4 septembre : Félix Hernández est élu lanceur du mois dans la Ligue américaine pour la troisième fois de sa carrière[28].

### Classement
| Ligue américaine (Division Ouest) | V  | D  | %    | Diff. |
| --------------------------------- | -- | -- | ---- | ----- |
| Athletics d'Oakland               | 94 | 68 | ,580 | -     |
| Rangers du Texas                  | 93 | 69 | ,574 | 1     |
| Angels de Los Angeles             | 89 | 73 | ,549 | 5     |
| Mariners de Seattle               | 75 | 87 | ,463 | 19    |

## Affiliations en ligues mineures
| Niveau            | Équipe                  | Ligue                         |
| ----------------- | ----------------------- | ----------------------------- |
| AAA               | Rainiers de Tacoma      | Ligue de la côte du Pacifique |
| AA                | Jackson Generals        | Southern League               |
| A-Advanced        | High Desert Mavericks   | California League             |
| A                 | Clinton LumberKings     | Midwest League                |
| A (saison courte) | Everett AquaSox         | Northwest League              |
| Ligue des recrues | Pulaski Mariners        | Appalachian League            |
| Ligue des recrues | Arizona League Mariners | Arizona League                |
| Ligue des recrues | DSL Mariners            | Dominican Summer League       |
| Ligue des recrues | VSL Mariners            | Venezuelan Summer League      |